# Марш свободы (17 октября 1999)
Марш свободы (бел. Марш свабоды), также Марш независимости  (бел. Марш незалежнасьці) — массовое шествие, организованное белорусскими оппозиционными партиями в ответ на планы объединения Республики Беларусь и Российской Федерации в единое государство, и прошедшее 17 октября 1999 года в Минске. Шествие, собравшее от 20 до 40 тысяч человек, закончилось массовыми столкновениями манифестантов с сотрудниками милиции и ОМОНом, и привело к десяткам пострадавшим с обеих сторон конфликта.

## Предпосылки
Противостояние между президентом Республики Беларусь Александром Григорьевичем Лукашенко и оппозицией началось ещё в 1995 году, во время первого белорусского референдума, проведение которого было незаконно по Конституции и Закону о референдумах. Тогда Лукашенко стал оказывать давление на Верховный Совет, которое помогло достичь согласие Совета на проведение референдума. Лидеры оппозиции попытались организовать голодовку в Доме правительства, однако их выгнали оттуда бойцы ОМОНа, избивая при этом. В результате референдума была изменена государственная символика (герб и флаг), русский язык получил статус государственного, президент получил право распускать парламент.
После референдума 1996 года Верховный совет был распущен и заменён двухпалатным Национальным собранием, в которое попали преимущественно пропрезидентские депутаты.
В 1996—1997 годах в ответ на подписание интеграционных соглашений Белоруссии и России оппозиция организовала ряд акций протеста под общим названием «Минская весна». Результатом этих акций стала некоторая корректировка соглашений, тем не менее угроза утраты независимости Республикой Беларусь сохранилась.
В 1999 году в высших правительственных кругах Белоруссии стал вновь серьёзно обсуждаться вопрос объединения Белоруссии и России в единое государство, так всем стало понятно, что старый и тяжелобольной Борис Ельцин будет недолго оставаться у власти. По мнению белорусской оппозиции, Александр Лукашенко планировал «пожертвовать» независимостью республики в обмен на высокий пост в Москве.
В ответ на это оппозиция приняла решение организовать шествие в поддержку независимой Белоруссии. В организационный комитет вошли такие оппозиционные политики, как Валентин Вечёрко (партия БНФ), Юрий Беленький (партия КХП-БНФ), Николай Статкевич (партия БСДП (НГ)) и Анатолий Лебедько (будущая ОГП), а также многие другие оппозиционные политики и активисты. Решено было организовать короткий митинг на площади Якуба Колоса, после которого должно было начаться шествие до площади Независимости, где планировалось провести основной митинг. Акцию решено было провести в воскресение 17 октября 1999 года.
Организаторы акции подали официальную заявку на её проведение в Мингорисполком, однако там запретили проводить митинг и шествие от площади Якуба Колоса до площади Независимости, разрешив лишь провести митинг на площади Бангалор. Тем не менее организаторы акции решили не отказываться от первоначального плана мероприятия.

## Марш свободы 17 октября 1999
В воскресенье 17 октября 1999 года после 12 часов дня на площади Якуба Коласа стали собираться оппозиционные активисты и просто сторонники белорусской оппозиции. По разным оценкам, в тот день собралось от 5 до 7 тысяч человек. Стартовал марш на площади Якуба Коласа и по проспекту Скорины и улице Сурганова дошёл до площади Бангалор. После небольшого митинга демонстранты двинулись в центр города, развернув 30-метровые полотнища флагов — бело-красно-белого и Евросоюза. В колонне демонстрантов преобладала молодёжь. Люди скандировали: «Свободу политзаключённым!», «Нет— диктатуре!», «Беларусь в Европу!», «Жыве Беларусь!». На пути демонстрантов милиционеры и люди в штатском то и дело провоцировали участников на драки, а на пересечении с улицей Пулихова их ждала ловушка. Борьба продолжалась около получаса.
По предположительным данным, в результате стычек пострадало около 50 милиционеров и солдат. Около 100 участников марша были арестованы.
Позже в Минске прошло ещё несколько "Маршей свободы" - 15 марта 2000 , на который пришло около 40 тысяч участников, и 1 октября того же года (около 15 тыс.участников).
Таких больших демонстраций не было до 2006 года. Но после марша скачкообразно выросли продажи независимых СМИ.